# Halbgott
Ein Halbgott (von althochdeutsch halbgot; gelegentlich auch Demigott und veraltend Göttersohn genannt; altgriechisch ἥμίθεος hēmítheoi lateinisch semideus,) ist ein Wesen, das teils menschlich und teils ein Gott ist, in der Mythologie eine Sagengestalt bzw. Geschöpf, das von einem Gott und einem nichtgöttlichen Wesen bzw. Menschen abstammt oder einen weniger bedeutenden Gott darstellt. Halbgötter haben im Sprachgebrauch gelegentlich auch den Status als Gott erhalten (wie etwa Asklepios). Der Begriff kann im übertragenen Sinn einen heldenhaften Menschen bzw. eine gottähnliche Verehrung bezeichnen, die dem so bezeichneten „Halbgott“ entgegengebracht wird, etwa einem berühmten Fußballspieler wie Diego Maradona oder Radrennfahrer (als „Halbgott in Gelb“), oder auch Macht bzw. Herrschaft, die von diesem über andere Personen ausgeübt wird (vgl. etwa Halbgötter in Weiß als Bezeichnung für Ärzte und Halbgötter in Schwarz für Richter).
Dieser Artikel wurde in der Qualitätssicherung Religion eingetragen. Hilf mit, die inhaltlichen Mängel dieses Artikels zu beseitigen, und beteilige dich an der Diskussion.

## Beispiele für Halbgötter

### Germanische Mythologie
- Wieland der Schmied, Gestalt der Heldensage

### Keltische Mythologie
- Cú Chulainn, der Sohn von Lugh und Deichtire aus einer frühmittelalterlichen irischen Sage
- Fionn mac Cumhaill, aus einer irischen mittelalterlichen Sage
- Taliesin, walisischer Dichter, der Sage nach Sohn der Göttin Rhiannon

### Griechisch-Römische Mythologie
- Achilleus, Sohn des Peleus und der Meeresgöttin Thetis
- Aeneas, Stammvater Roms, Sohn des Anchises mit Aphrodite
- Agenor, phönizischer König und Sohn des Poseidon
- Aiakos, wurde auf Ägina als Halbgott verehrt
- Asklepios, als Gott verehrt
- Athis
- Dionysos, Sohn von Zeus und Semele
- Helena, Tochter von Zeus und Leda
- Herakles (oder auch Hercules), Sohn von Zeus und Alkmene
- Minos, Sohn von Zeus und Europa
- Perseus, Sohn von Zeus und Danaë
- Pollux bzw. Polydeukes
- Proteus

### Andere
- Manu, Kind von Saraswati und Brahma
- Māui, polynesischer Halbgott, Besieger der Sonne und Räuber des Feuers